# Lin Chia-hsuan

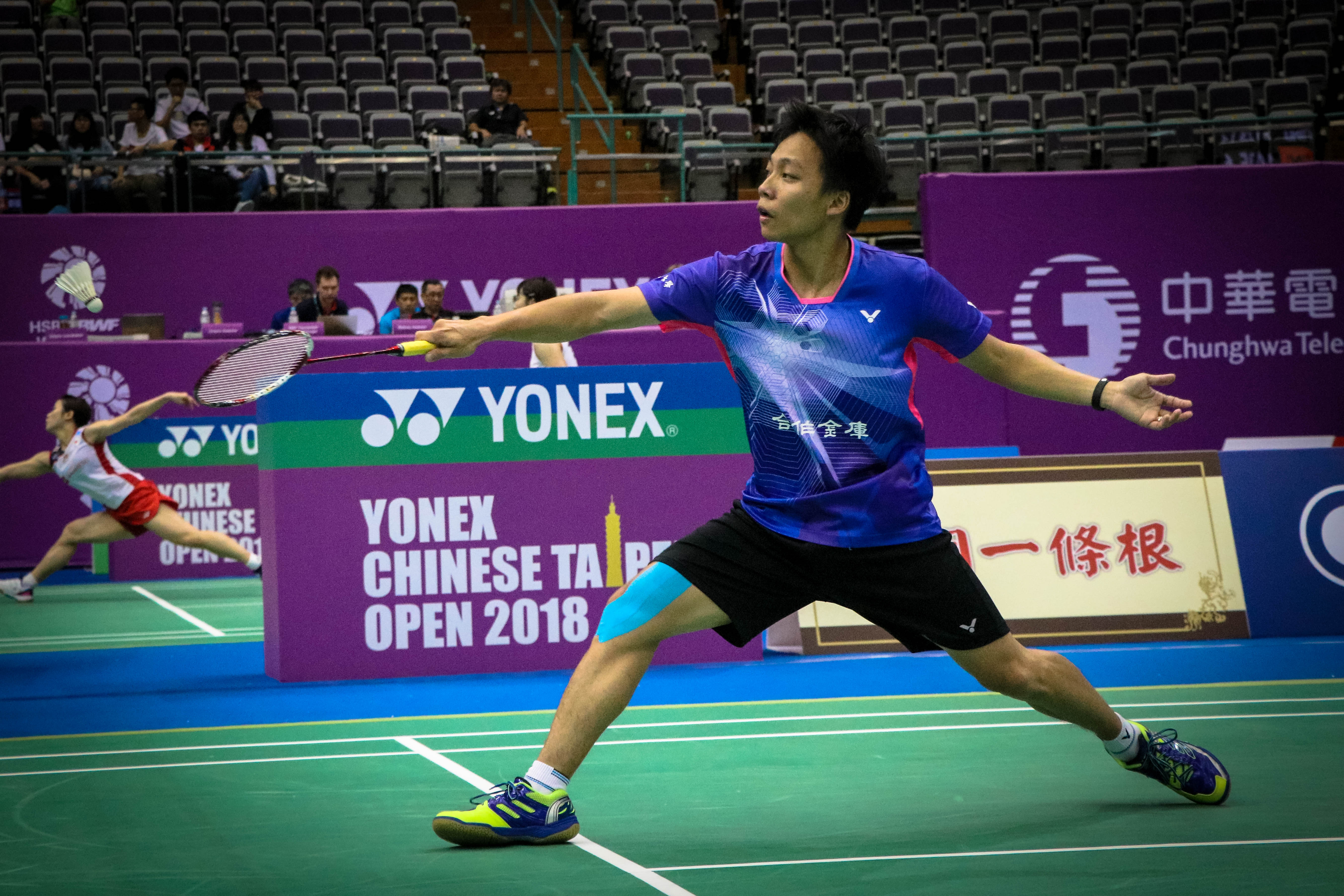
Lin Chia-Hsuan

Lin Chia-hsuan (chinesisch 林家翾, Pinyin Lín Jiāxuān; * 5. September 1991) ist ein taiwanischer Badmintonspieler.

## Karriere
Lin Chia-hsuan siegte bei den Polish International 2013. Ein Jahr später wurde er dort Dritter. Bei den Czech International 2014 belegte er ebenfalls Rang drei. Des Weiteren war er bei den Chinese Taipei Open 2012, den Macau Open 2012, den Macau Open 2013, den Vietnam Open 2013 und den Chinese Taipei Open 2014 am Start. Bei den Ostasienspielen 2013 wurde er Dritter mit dem Herrenteam aus Taiwan.